# Джерело «Зустріч»
Джерело́ «Зу́стріч»  — гідрологічна пам'ятка природи місцевого значення в Україні. Об'єкт розташований на території Подільському районі Одеської області, між селом Пиріжна і місто Кодима. 
Площа 0,2 га. Статус отриманий у 1993 році. Перебуває у віданні ДП «Кодимське лісове господарство» (Кодимське л-во, кв. 8, діл. 8).